# Éric Hélary
Éric Hélary, född den 10 augusti 1966 i Paris, är en fransk racerförare.
Hélary började sin karriär med karting och gick sedan vidare med Formel Ford. 1990 blev han fransk mästare i Formel 3. Han körde sedan Formel 3000, innan han bytte till standardvagnar och sportvagnsracing. Hans mest uppmärksammade resultat är vinsten i Le Mans 24-timmars debutåret 1993, tillsammans med Christophe Bouchut och Geoff Brabham.